# Designações de mísseis superfície-superfície da Organização do Tratado do Atlântico Norte
Aqui está uma lista de designações da OTAN para referenciar os mísseis superfície-superfície e suas versões navais, da extinta União Soviética.
- SS-1 Scunner
- SS-2 Sibling
- SS-3 Shyster
- SS-4 Sandal
- SS-5 Skean
- SS-6 Sapwood
- SS-7 Saddler
- SS-8 Sasin
- SS-9 Scarp
- SS-10 Scrag
- SS-11 Sego
- SS-12 Scaleboard
- SS-13 Savage
- SS-14 Scapegoat e Scamp
- SS-15 Scrooge
- SS-16 Sinner
- SS-17 Spanker
- SS-18 Satan (R-36M)
- SS-19 Stiletto
- SS-20 Saber
- SS-21 Scarab
- SS-22 Scaleboard
- SS-23 Spider
- SS-24 Scalpel
- SS-25 Sickle
- SS-26 Stone
- SS-27 Sickle-B
- SS-27 Mod 2
- SS-X-28 Saber

Abaixo estão as designações da OTAN para os mísseis superfície-superfície navais.
- SS-N-1 Scrubber
- SS-N-2 Styx
- SS-N 3 Sepal e Shaddock
- SS-N-4 Sark
- SS-N-5 Sark/Serb
- SS-N-6 Serb
- SS-N-7 Starbright
- SS-N-8 Sawfly
- SS-N-9 Siren
- SS-NX-10
- SS-NX-11
- SS-N-12 Sandbox
- SS-NX-13
- SS-N-14 Silex
- SS-N-15 Starfish
- SS-N-16 Stallion
- SS-N-17 Snipe
- SS-N-18 Stingray
- SS-N-19 Shipwreck
- SS-N-20 Sturgeon
- SS-N-21 Sampson
- SS-N-23 Skiff
- SS-N-24 Scorpion
- SS-N-25 Switchblade
- SS-N-26 Stallion-2 ou Spectre
- SS-N-27 Sizzler[nota 1]
- SS-NX-28
- SS-N-29
- SS-N-30[nota 1]
- SS-NX-32